# 加藤弘
加藤 弘（かとう　ひろし）は、日本の元俳優。東京都出身。

## 人物
国学院久我山高校在学中に、劇団こまどりに入団。1959年、松竹映画『朝を呼ぶ口笛』でデビュー。同作で共演した吉永小百合の母親の薦めで、テレビ映画『まぼろし探偵』のオーディションを受け合格。主演の富士進（まぼろし探偵）を演じる。吉永の母親には『まぼろし探偵』放送後にも面倒を見てもらい、東映を紹介されるが、学業優先の意向により辞退する。その後はラジオドラマに出演したのち、1965年に芸能界を引退。会社員を経て、現在は実業家である。

## 出演

### テレビ
- まぼろし探偵（1959年〜1960年）- まぼろし探偵/富士進

### 映画
- 朝を呼ぶ口笛（1959年、松竹）- 吉井稔
- まぼろし探偵　地底人の襲来（1960年）- まぼろし探偵/富士進

### ラジオドラマ
- 少年ナンバーワン
- 日本少年
- 戦国忍法帖

### その他
- 魔神ガロン パイロットフィルム（1961年）[1]